# Dipodillus rupicola
Dipodillus rupicola là một loài động vật có vú trong họ Chuột, bộ Gặm nhấm. Loài này được Granjon, Aniskin, Volobouev, & Sicard mô tả năm 2002.